# Điền Giả
Điền Giả (chữ Hán: 田假; ?-205 TCN) là vua chư hầu cuối thời nhà Tần và thời Hán Sở trong lịch sử Trung Quốc.

## Làm vua lần thứ nhất
Điền Giả là em Tề vương Kiến thời Chiến Quốc. Năm 221 TCN, Tần Thủy Hoàng diệt nước Tề, thống nhất toàn bộ Trung Quốc.
Tháng bảy âm lịch năm 209 TCN, Trần Thắng và Ngô Quảng khởi nghĩa ở làng Đại Trạch, chống lại sự cai trị của nhà Tần. Trần Thắng đánh đến đất Trần xưng hiệu là Trương Sở vương, tự lập làm vua Sở. Trần Thắng ở đất Trần sai các tướng đi chiêu hàng các nơi.
Người cùng họ xa với Tề vương Kiến là Điền Đam nổi dậy, giết chết huyện lệnh đất Địch của nhà Tần rồi tự xưng là Tề vương.
Năm 208 TCN, Điền Đam đi cứu nước Ngụy bị tướng Tần là Chương Hàm vây đánh bị tử trận. Người nước Tề nghe tin vua Tề chết bèn tôn Điền Giả lên làm Tề vương. Tính từ khi vua cha Tề Tương vương qua đời (265 TCN), Điền Giả lên ngôi khi ở độ tuổi trên dưới 60.
Điền Giả bổ nhiệm Điền Giác làm tướng quốc và cho em Điền Giác là Điền Nhàn sang nước Triệu làm tướng, đồng thời sai sứ sang giao thiệp với vua Sở mới là Sở Hoài Vương và tướng quốc Hạng Lương để có thêm vây cánh. Đồng thời, ông điều quân ra ngăn cản các em của Điền Đam là Điền Vinh và Điền Hoành về nước.

## Làm vua lần thứ hai
Điền Vinh và Điền Hoành phải nán lại Đông A, nhờ Hạng Lương nước Sở mang quân sang giúp cứu, đánh lui được Chương Hàm. Hạng Lương mang quân đuổi theo Chương Hàm, muốn Điền Vinh đi cùng nhưng Vinh không chịu nghe theo.
Điền Vinh mưu tính việc riêng, đem quân về nước giành lại quyền cai trị nước Tề. Tề vương Điền Giả không chống nổi Điền Vinh, phải chạy trốn sang nước Sở. Điền Vinh lập con của Điền Đam là Điền Thị làm Tề Vương.
Tướng quốc của Điền Giả là Điền Giác chạy trốn khỏi nước Tề, ở lại nước Triệu. Người em của Giác là Điền Nhàn trước kia là tướng nước Tề ở lại nước Triệu không dám về.
Hạng Lương mấy lần sai sứ giả giục Điền Vinh đem binh của nước Tề đến để cùng kéo quân sang hướng Tây. Điền Vinh nói:
Nước Sở có giết Điền Giả, nước Triệu có giết Điền Giác, Điền Nhàn thì ta mới đem quân đến.
Hạng Lương nói:
Điền Giả là vua một nước giao hiếu với nước Sở ta, cùng đường phải chạy đến đây theo ta, ta không nỡ giết.
Nước Triệu cũng không giết Điền Giác, Điền Nhàn để lấy lòng nước Tề, vì vậy Điền Vinh không chịu đem quân đến giúp nước Sở.
Năm 205 TCN, sau khi đánh đuổi Tề vương Điền Vinh chạy lên Bình Nguyên, Hạng Vũ lại đưa Điền Giả trở về nước Tề lập làm Tề vương. Tuy nhiên không lâu sau, nghe tin Điền Vinh bị dân Bình Nguyên giết, em ông ta là Điền Hoành cũng lập con Điền Vinh là Điền Quảng làm Tề vương tại Thành Dương. Trên lãnh thổ nước Tề lại có 2 Tề vương.
Hạng Vũ chưa dẹp xong lực lượng chống đối của Điền Quảng và Điền Hoành, nghe tin Bành Thành thất thủ về tay Lưu Bang phải trở về cứu. Điền Hoành thừa cơ tấn công Điền Giả. Điền Giả không chống cự nổi, lại chạy sang hàng nước Sở. Lần này nước Sở không thu nhận mà giết chết ông. Vì vậy Tề vương Quảng thừa cơ chiếm lại cả nước Tề cũ.
Điền Giả làm Tề vương 2 lần nhưng đều không lâu đã bị đuổi. Tính từ khi cha ông là Tề Tương vương mất năm 264 TCN tới khi Điền Giả bị giết năm 205 TCN, ông thọ khoảng trên 60 tuổi.